# Jerzy Śleszyński
Jerzy Wojciech Śleszyński – polski ekonomista, doktor habilitowany nauk ekonomicznych, profesor na Uniwersytecie Warszawskim, specjalista od ekonomii ochrony środowiska oraz polityki ochrony środowiska.

## Kariera naukowa
W 1979 roku na Uniwersytecie Warszawskim uzyskał tytuł magistra cybernetyki ekonomicznej i informatyki. W tym samym roku został zatrudniony na tejże uczelni, a w 1988 roku na jejWydziale Nauk Ekonomicznych uzyskał stopień doktora nauk ekonomicznych na podstawie rozprawy pt. Wielokryterialność w gospodarowaniu zasobami środowiska przyrodniczego, której promotorem był Tadeusz Kasprzak. W 2000 roku ten sam wydział nadał mu stopień doktora habilitowanego nauk ekonomicznych na podstawie pracy pt. Ekonomiczne problemy ochrony środowiska.